# جونگ مین آه
جونگ مین آه (کره‌ای: 정민아؛ زادهٔ ۳ مارس ۱۹۹۴) بازیگر اهل کره جنوبی است. جونگ مین آه حرفهٔ بازیگری خود را به عنوان بازیگر کودک در درام‌های کره‌ای مانند دامو (۲۰۰۳)، مد دهه هفتاد (۲۰۰۵) و گرگ و میش (۲۰۰۷) آغاز کرد.

## فیلم‌شناسی

### فیلم
| سال  | عنوان         | نقش          |
| ---- | ------------- | ------------ |
| ۲۰۰۲ | دیروز         | جوانی هی سو  |
| ۲۰۰۶ | تقریباً عشق    | جوانی دال ره |
| ۲۰۰۶ | پنجه‌های دلچسب | شی دنگ       |

### مجموعه تلویزیونی
| سال       | عنوان                    | نقش                  | شبکه    | توضیحات |
| --------- | ------------------------ | -------------------- | ------- | ------- |
| ۲۰۰۲      | The Maengs' Golden Era   | پارک هانا            | ام‌بی‌سی  |         |
| ۲۰۰۲      | کودک جادویی میسوری       |                      | کی‌بی‌اس۲ |         |
| ۲۰۰۳      | چیزی حدود ۱ درصد         | کودک در حال جراحی    | ام‌بی‌سی  |         |
| ۲۰۰۳      | دامو                     | جوانی چه اوک         | ام‌بی‌سی  |         |
| ۲۰۰۵      | مبارز جادویی میر و گائون | لی سارا              | کی‌بی‌اس۲ |         |
| ۲۰۰۵      | مد دهه هفتاد             | جوانی هان کانگ هی    | اس‌بی‌اس  |         |
| ۲۰۰۵      | آن زن                    | جون دا این           | اس‌بی‌اس  |         |
| ۲۰۰۷      | گرگ و میش                | جوانی آری            | ام‌بی‌سی  |         |
| ۲۰۰۸      | زنان خورشید              | جوانی یون ساوول      | کی‌بی‌اس۲ |         |
| ۲۰۱۰      | جاده شماره ۱             | دختر مدرسه‌ای         | ام‌بی‌سی  |         |
| ۲۰۱۲      | جشن خدایان               | جوانی گو جون یونگ    | ام‌بی‌سی  |         |
| ۲۰۱۳      | می‌توانم صدایت را بشنوم   | جوانی سو دو یون      | اس‌بی‌اس  |         |
| ۲۰۱۸      | زندگی در مریخ            | کارمند کافه (قسمت ۸) | اوسی‌ان  | [ ۴ ]   |
| ۲۰۱۸      | آقای آفتاب               | یو جو                | تی‌وی‌ان  | [ ۵ ]   |
| ۲۰۱۸      | احساس خوب مردن           | لی جونگ هون          | کی‌بی‌اس۲ | [ ۶ ]   |
| ۲۰۱۹      | دکتر جان                 | کانگ می ره           | اس‌بی‌اس  | [ ۷ ]   |
| ۲۰۲۰–۲۰۲۱ | مهم نیست چی میگن         | شین آری آ            | کی‌بی‌اس۱ | [ ۸ ]   |
| ۲۰۲۲      | دکتر وکیل                | جو دا-روم            | ام‌بی‌سی  | [ ۹ ]   |
| ۲۰۲۳      | پونگ روانپزشک چوسان      | ملکه                 | تی‌وی‌ان  | فصل ۲   |

## جوایز و نامزدی‌ها
| سال  | جوایز                            | دسته                     | اثر نامزد شده    | نتیجه    | منابع |
| ---- | -------------------------------- | ------------------------ | ---------------- | -------- | ----- |
| ۲۰۲۰ | سی و چهارمین جوایز درامای کی‌بی‌اس | بهترین بازیگر تازه‌کار زن | مهم نیست چی میگن | نامزدشده |       |